# Pamphagulus peneri
Pamphagulus peneri is een rechtvleugelig insect uit de familie Dericorythidae. De wetenschappelijke naam van deze soort is voor het eerst geldig gepubliceerd in 1993 door Fishelson.